# Mieczysław Asłanowicz
Mieczysław Roman Asłanowicz (ur. 29 lutego 1880 w Kozienicach, powiat kozieniecki, zm. 23 września 1924 w Siedlcach) – polski pedagog, działacz społeczny.
W 1907 poślubił w Warszawie Janinę Siemianowską córkę Karola, artysty Teatru Warszawskiego.
Nauczyciel siedleckich szkół średnich, w 1912 roku powołany na stanowisko dyrektora Gimnazjum Podlaskiego. Zwolennik nowoczesnych metod nauczania. Patriota i działacz społeczny.